# Obsesión (canción de Lali)
«Obsesión» es una canción de la cantante argentina Lali, incluida en su quinto álbum de estudio, Lali (2023). Fue escrita por ella con apoyo de Martín D'Agosto y Mauro De Tommaso, y producida por este último. La canción fue lanzada como octavo sencillo de Lali, exactamente tres horas después de haber publicado álbum, el 13 de abril de 2023 bajo el sello de Sony Music Argentina.

## Composición y lanzamiento

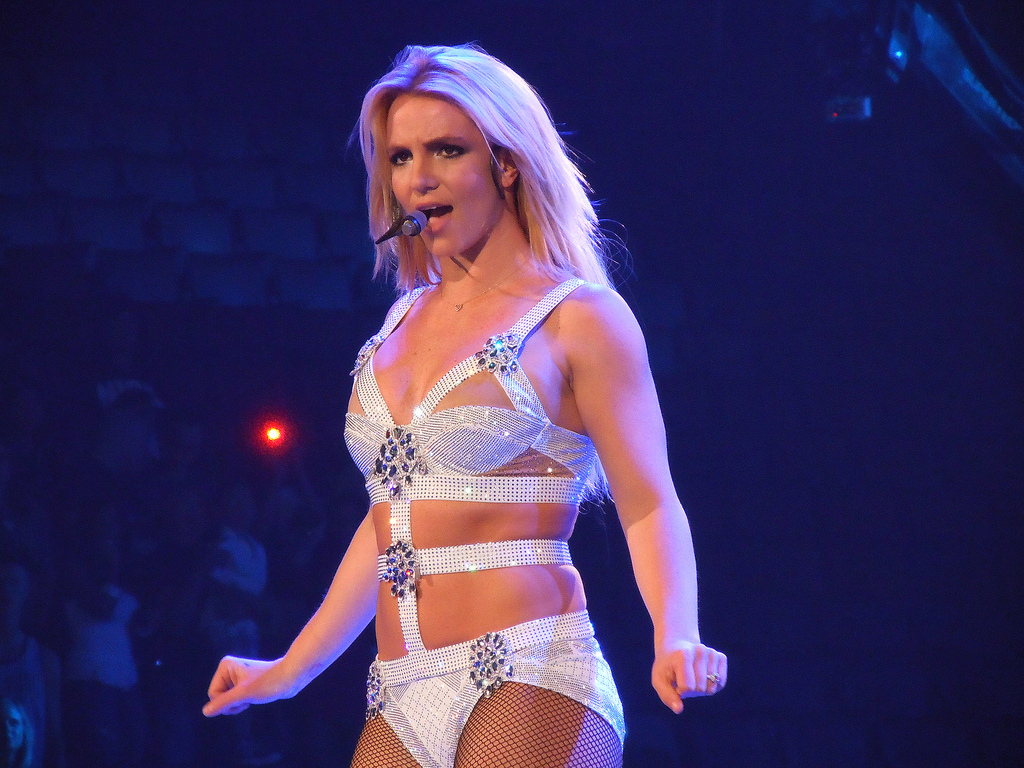
La voz de Britney Spears es sampleada en el estribillo en «Obsesión».

«Obsesión» es la canción que abre el quinto álbum de estudio Lali (2023). La canción fue escrita por Lali con apoyo de Martín D'Agosto y Mauro De Tomasso, quién también se encargó de su producción. La misma narra una ruptura con alguien con quien tuvo una relación tóxica y que aún la persigue pero ella rechaza. Asimismo, el tema captura la intención del álbum desde el principio, ya que el instrumental de apertura ya se parece a esos populares sonidos pop de principios de la década de 2000. Entre estos, «Love don't cost a thing» de Jennifer Lopez, «The Call» de Backstreet Boys y «Bye Bye Bye» de NSYNC fueron percibidos como influencias. La referencia más notoria de la canción es el sample de «The Stop!» de Britney Spears, en la versión remezclada de «(You Drive Me) Crazy» de 1998 en medio de su estribillo. En el interludio, el tema hace referencia a la canción de Luis Miguel de 1996 «Cómo es posible que a mi lado» y una frase dicha por el ícono del pop argentino Moria Casán en el programa de televisión La noche de Mirtha. Al mismo tiempo, la cantante habla con alguien por teléfono, lo que coincide con el hombre que la llamó pidiéndole perdón en su canción «Desamor» de su álbum debut de A bailar (2014).
El 3 de abril de 2023, Lali compartió un adelanto de la canción al publicar un video de apenas 20 segundos a través de su cuenta de TikTok. En el video se pudo oír el estribillo del próximo sencillo, el cual relataba el empoderamiento tras una ruptura. La canción finalmente se lanzó el 13 de abril de 2023 a las 21:00 p. m. HOA, exactamente tres horas después del lanzamiento oficial del álbum Lali.

## Recepción

### Comentarios de la crítica
Brenda Petrone Veliz de La Voz del Interior escribió que «"Obsesión" podría cantarse cual himno en español junto a las The Cheetah Girls». Lucas Villa, de la revista estadounidense Remezcla, la nombró como una de las diez canciones que despiertan la alegría latina queer, incluso mencionó a «Diva» y «Disciplina» como canciones que podrían haber ocupar dicho lugar.

### Recibimiento comercial
Tras el lanzamiento de Lali (2023), «Obsesión» debutó en la décima tercera posición del Billboard Hot Trending Songs, listado principal de éxitos que clasifica en tiempo real de las canciones más discutidas en Twitter a nivel mundial, en los últimos siete días. En Argentina, debutó en el puesto veintitrés de la lista Argentina Hot 100 durante la semana del 30 de abril de 2023, nombrado como el Hot Shot Debut de la semana.

## Vídeo musical
El videoclip de la canción fue dirigido por Lautaro Esposito con la codirección de Lali y Niko Sedano, y lanzado el 13 de abril de 2023 en YouTube.

## Premios y nominaciones
| Año  | Premiación            | Categoría            | Resultado | Ref.   |
| ---- | --------------------- | -------------------- | --------- | ------ |
| 2023 | Premios Quiero        | Mejor video pop      | Nominada  |        |
| 2024 | Premios Carlos Gardel | Canción del año      | Ganadora  | [ 18 ] |
| 2024 | Premios Carlos Gardel | Grabación del año    | Nominada  | [ 18 ] |
| 2024 | Premios Carlos Gardel | Mejor canción de pop | Nominada  | [ 18 ] |

## Créditos y personal
| Producción - Lali: voz, composición - Martin D'Agosto: composición, coros - Mauro De Tommaso: composición, producción, teclados, guitarra - Bela Di Iorio: coros - Vir Modica: coros | Técnico - Mauro De Tommaso: programador, ingeniero de grabación - Lewis Pickett: ingeniero de masterización, ingeniero de mezcla - Javier Caso: ingeniero de grabación, coordinador de A&R - Juan Giménez: arreglista |

Créditos adaptados desde Tidal.

## Posicionamiento en listas

### Semanales
| País (Lista 2023)                   | Posición más alta |
| ----------------------------------- | ----------------- |
| Argentina (Monitor Latino)          | 1                 |
| Argentina Latino (Monitor Latino)   | 1                 |
| Argentina Nacional (Monitor Latino) | 1                 |
| Argentina Hot 100 (Billboard)       | 20                |
| Paraguay Pop (Monitor Latino)       | 13                |
| Uruguay (Monitor Latino)            | 16                |

### Anuales
| País (Lista 2023)                 | Posición más alta |
| --------------------------------- | ----------------- |
| Argentina Latino (Monitor Latino) | 8                 |
| Argentina (Monitor Latino)        | 11                |
| Bolivia (Monitor Latino)          | 83                |
| Uruguay (Monitor Latino)          | 57                |